# Krista Siegfrids
Kristin „Krista“ Siegfrids (* 4. prosince 1985 Kaskinen) je finská zpěvačka, která reprezentovala Finsko na Eurovision Song Contest 2013 s písní „Marry Me“. Kristino debutové album nazvané Ding Dong! bylo vydáno v květnu 2013.

## Mládí
Narodila se ve švédsky mluvící menšině v Kaskinenu v Západním Finsku. Její mateřský jazyk je švédština, přesto Krista mluví plynně finsky. Studovala ve Vaase, aby se stala učitelkou. Má tři sourozence.

## Kariéra

### 2009–2012: Daisy Jack а Hlas
Svou kariéru započala se svou skupinou Daisy Jack, v roce 2009. Její první singly byly „Perfect Crime“ (2011). První hudební role si zahrála ve švédském divadle v Helsinkách a to v muzikále Play Me (2009–2010). Dalším krokem její kariéry bylo obsazení v rockovém muzikále Muskettisoturit ve finském Peacock divadle v Helsinkách. Účastnila se Hlasu Finska (2011–2012), kde skončila v semifinále.

### 2013–2015: Eurovision Song Contest a Ding Dong!
Krista participovala v národním kole Uuden Musiikin Kilpailu 2013 pro Eurovision Song Contest 2013 s písní „Marry Me“. Vyhrála soutěž, která se konala v Barona Aréně dosažením maxima hlasů od veřejnosti i poroty a bude reprezentovat Finsko ve švédském Malmö.
V Malmö políbila jednu z tanečnic na pódiu ženského pohlaví. Podle Kristy byl akt částí show a měl přinutit Finsko k legalizaci svatebních obřadů stejného pohlaví. Dne 16. května její vystoupení postoupilo do finále Eurovision Song Contest 2013 18. května. Nicméně, ve finále skončila na 24. místě z celkových 26 zemí se ziskem 13 bodů.
Dle eurovizního supervizora Jona Ola Sanda Turecko oznámilo v listopadu, že se Eurovision Song Contest 2013 účastnit nebudou. Ač stanice přislíbila vysílání soutěže, turecká TRT zrušila vysílání semifinále a finále Eurovize na základě obvinění ze strachu Kristiného slíbeného lesbického polibku.
Debutové album Kristy nazvané Ding Dong! bylo vydáno 10. května 2013.
Roku 2013 bylo oznámeno, že by mohla být hostem v show Big Brother's Bit on the Side ve 14. sérii britského Big Brothera.
Reprezentovala Finsko na Sopotském hudebním festivale v "Top of the Top" 23. srpna 2013 s písní „Marry Me“.

## Diskografie

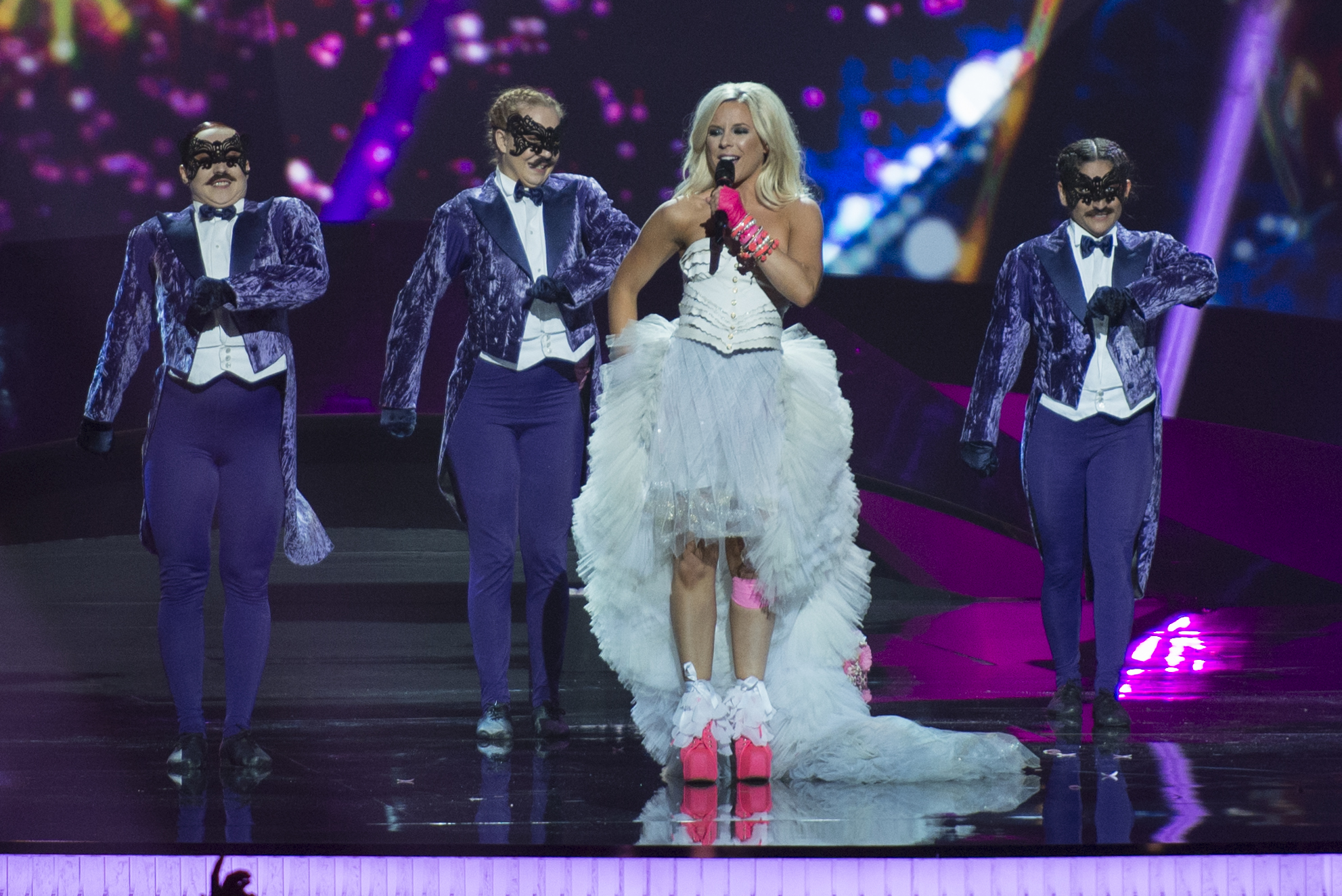
Krista Siegfrids zpívá píseň „Marry Me“ na Eurovizi 2013 ve švédském Malmö

### Alba
- 2013: Ding Dong!

### Singly
- 2013: „Marry Me“
- 2013: „Amen!“
- 2013: „Can You See Me?“
- 2014: „Cinderella“
- 2015: „On & Off“
- 2015: „Better On My Own“
- 2016: „Faller“
- 2016: „Be Real“
- 2017: „Snurra min jord“
- 2017: „1995“
- 2018: „Bae Bae Beibi“ (CatCat feat. Krista Siegfrids)
- 2019: „Let It Burn“